# 12665 Chriscarson
12665 Chriscarson este o planetă minoră (asteroid), cu un diametru de 2,825 km, din centura de asteroizi. A fost descoperită pe 6 noiembrie 1978 la Observatorul Palomar de Eleanor F. Helin. 
Obiectul prezintă o orbită caracterizată de o semiaxă mare de 2,338459 UAi, o excentricitate de 0,22, o înclinație de 0,76399 ° în raport cu ecliptica.